# Cotronei
Cotronei – miejscowość i gmina we Włoszech, w regionie Kalabria, w prowincji Crotone.
Według danych na rok 2004 gminę zamieszkiwało 5497 osób, 70,5 os./km².